# Peter I van Luxemburg

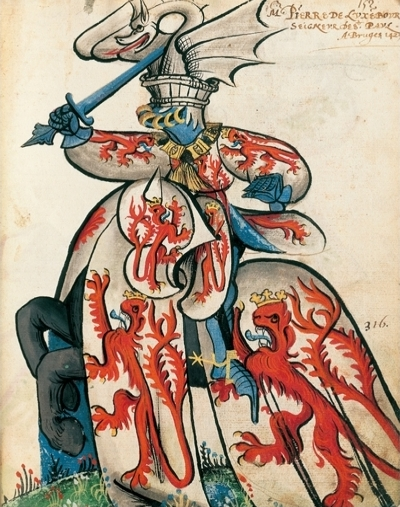
Peter I van Luxemburg

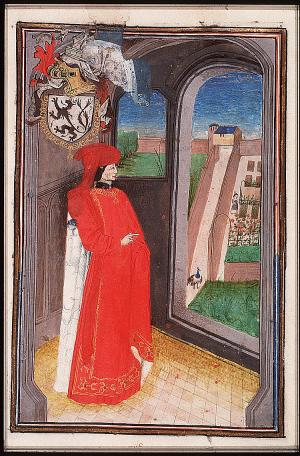
Als ridder van het Gulden Vlies; Koninklijke Bibliotheek in Den Haag

Peter I van Luxemburg (1390 — Rambures, 1433 ) was graaf van Saint-Pol van 1430 tot 1433. Daarnaast was hij titulair graaf van Brienne en graaf van Conversano, alsook heer van Edingen, Richebourg en Arkinghem.

## Levensloop
Peter stamde af van het grafelijk Huis van Brienne, een zijtak van het Huis Luxemburg. Zijn vader was Jan van Luxemburg en zijn moeder Margaretha van Brienne. Hij koos de zijde van de Engelsen in de Honderdjarige Oorlog. De Engelse regent van Engeland en Noord-Frankrijk, Jan van Bedford, was zijn schoonzoon. Hij belegerde de Fransen, dichtbij zijn hoofdstad Saint-Pol-sur-Ternoise, in Saint-Valery-sur-Somme, zonder succes. Het graafschap Saint-Pol behoorde tot het graafschap Vlaanderen, en dus tot de hertog van Bourgondië, Filips de Goede. In 1430 behoorde Peter tot de stichtende leden van de Ridders van het Gulden Vlies.
Hij stierf aan de pest en werd begraven in de cistercienzer-abdij van Cercamp, vandaag in de gemeente Frévent.

## Afstammelingen
Peter was gehuwd met Margaretha van Beaux (1394-1469) en zij hadden negen kinderen:  
- Jacoba van Luxemburg[4] ((1415-1472); ⚭ Jan van Bedford (1389-1435) ; ⚭ II Richard Woodville (1e graaf van Rivers) ( -1469)
- Lodewijk (1418-1475), graaf van Saint-Pol, Brienne, Ligny, Guise en Conversano, connétable van Frankrijk; ⚭ in 1435 met Johanna van Bar (1415-1462); ⚭ II in 1466 met Maria van Savoye (1448-1475)
- Catherine (- 1492); ⚭ 1445 Arthur III van Bretagne ( -1458)
- Philippe, abdis van Saint-Maixent
- Isabelle ( -1472); ⚭ 1443 Karel IV van Maine] (1414-1472)
- Thibaut ( -1477), heer van Fiennes en graaf van Brienne, 1465 Bisschop van Le Mans; Philippe van Melun ( -1450), dochter van Jean IV van Melun, graaf van Gent
- Jacques ( -1487), heer van Richebourg, Ridder in de Orde van het Gulden Vlies; ⚭ Isabelle de Roubaix
- Valéran, jong overleden
- Jean, overleed in Afrika